# Saxo Bank
Saxo Bank er en dansk finansiel teknologivirksomhed specialiseret i online investeringsløsninger. Banken blev grundlagt som et fondsmæglerfirma i 1992 under navnet ”Midas Fondsmæglerselskab” af Lars Seier Christensen og Kim Fournais. Navnet blev ændret til Saxo Bank, da virksomheden fik tildelt en banklicens i 2001. I 2017 valgte den ene stifter, Lars Seier Christensen, at sælge sin ejerandel på 25,1% til kinesiske Geely, som også ejer Volvogruppen. Sammen med tidligere erhvervet aktiepost besidder Geely Financials Denmark A/S, et datterselskab af Zhejiang Geely Holding Group Co., Ltd, i alt 50,89 procent af aktierne i Saxo Bank. Saxo Banks stifter og administrerende direktør Kim Fournais ejer 27,53 procent af bankens aktier, mens Sampo Plc, en førende nordisk finanskoncern, ejer 19,43 procent af aktierne. De resterende aktier ejes af minoritetsaktionærer, herunder en række nuværende og tidligere ansatte i banken. 
Dermed er Saxo Banks største aktionær i dag kinesisk. 
Saxo tilbyder handel med blandt andet aktier, valuta, CFD’er, optioner, futures, ETF'er og obligationer på bankens online handelsplatforme. Virksomheden fungerer som en online børsmægler med en banklicens, men tilbyder ikke traditionelle bankprodukter. Ifølge Saxo Bank kommer cirka halvdelen af bankens aktiviteter fra partnerskaber med andre finansielle institutioner. Globalt er der mere end 200 finansielle institutioner, der betjener deres kunder med Saxo Banks platforme via White Label-løsninger, eksempelvis Standard Bank, Old Mutual Wealth, Banco Carregosa og Banco Best.
Saxo Bank har hovedkvarter i København, men har også kontorer i finansielle centre som London, Paris, Zürich, Dubai, Singapore og Tokyo. Ifølge bankens egne oplysninger har man kunder i 180 lande og har en daglig gennemsnitlig handelsomsætning på omkring 80 milliarder kr.
På internationalt plan er banken kendt for sin succesfulde udnyttelse af internettet og har vundet adskillige priser for ”Best Trading Platform”, ”Best Forex Broker”, ”Best app for stock trading” etc.

## Forretningsmodel
Saxo Banks kerneprodukt er handelsplatformene SaxoTrader og SaxoTraderGO, der er udviklede af Saxo Bank, og tilbydes til bankens egne privatkunder, men bruges også til andre finansielle institutioner. Udbredelsen af skræddersyede versioner af handelsplatformen i samarbejde med andre banker og børsmæglerselskaber er i dag et af bankens vigtigste vækstområder. Saxo Bank har mere end 100 af de såkaldte white label-kunder og kunder i flere end 180 lande.
Saxo Bank beskriver sig selv som en facilitator på de finansielle markeder. Ved handlen med børsnoterede aktier tilvejebringes likviditeten gennem bankens forbindelser til børsmarkeder og ved handel med produkter, der ikke er børsnoterede, optager banken likviditet fra mere end 15 store banker. Gennem bankens handelsplatforme har både private og institutionelle kunder adgang til flere end 30.000 finansielle instrumenter som valutakryds, valutaoptioner, aktier, CFD'er, obligationer, ETF'er og ETC'er, NDF'er, futures, aktieoptioner og contract options.
Saxo Bank har både private og institutionelle kunder såsom banker, børsmæglere, kapitalforvaltere og familiefonde.

## Ejere
Saxo Bank er privat ejet af blandt andet stifteren Kim Fournais. Det globale aktieselskab General Atlantic købte en mindre andel af virksomheden i juni 2005. Denne andel blev senere købt af TPG Capital i 2011 – et køb, der værdisatte banken til omkring 9,6 mia. kroner. Ifølge Saxos hjemmeside ejer bankens stifter Kim Fournais 27,53 pct. af aktierne i banken, mens Geely Financials Denmark A/S ejer 50,89 pct. og Sampo Plc ejer 19,43 pct.. De resterende dele af virksomheden er ejet af en række nuværende og tidligere ansatte i banken.

## Hovedkontor og arkitektur
Saxo Banks hovedkvarter er placeret i Tuborg Havn i den nordlige udkant af København. Bygningen er designet af det danske arkitektfirma 3XN, og har modtaget en række priser som den internationale RIBA pris.
Bygningens facade er dækket med diagonale mønstre af aluminium og blåt glas. I Juni 2010 udnævnte Børsen Saxo Banks hovedkvarter til at være ”rigets flotteste domicil”.
Saxo Bank har derudover kontorer i Australien, Brasilien, Dubai, Frankrig, Hong Kong, Italien, Indien, Japan, Holland, Belgien, Kina, Schweiz, Singapore, Storbritannien og Tjekkiet.
.

## Historie
Saxo Bank blev grundlagt i 1992 som fondsmæglerselskab under navnet Midas, senere Midas Fondsmæglerselskab af Lars Seier Christensen, Kim Fournais og Marc Hauschildt med penge fra Poul Fischer.
Kort tid efter Midas fik licens af Finanstilsynet til at drive fondsmæglervirksomhed i Danmark, blev virksomheden (sammen med et andet selskab ved navn Bernstein) beskyldt af Jens Olaf Jersild for at være sidegadevekselerer i et afsnit af Rapporten på DR i 1996.. Finanstilsynet gik ind i sagen og selskabets advokat fik efter et møde med Bagmandspolitiet gjort det klart, at selskabets aktiviteter var foregået på lovlig vis
Midas opnåede (europæisk) bankstatus i 2001 og skiftede herefter navn til Saxo Bank, i øvrigt med uændret ejerstruktur . Kim Fournais er i dag medejer af banken og administrerende direktør.
Saxo Bank har siden 2006 ekspanderet kraftigt og har i dag kontorer globalt.

## TradingFloor.com og social handel
I januar 2014 lancerede Saxo Bank TradingFloor.com, den første sociale mulit-asset handelsplatform.[kilde mangler] Platformen opfordrer brugere til at dele informationer, tips og strategier offentligt og fungerer uden en traditionel chatrums-funktion. Bankens stiftere har udtalt, at målet med siden var at gøre finansiel handel og indsigt tilgængelig for alle og samtidig levere en service for dem, der ikke har lyst til at få tilvejebragt deres rådgivning af traditionelle sælgere i bankerne: ”Vi vil gerne sætte person-til-person kræfterne mellem handlende rundt omkring i verden fri”, sagde de i en fælles pressemeddelelse. 
TradingFloor.com er designet til seriøse private investorer, der investerer egne midler, men er også en service til dem, der blot ønsker at følge med i de finansielle markeder.[kilde mangler] Den sociale handelsplatform indeholder en række elementer for investorer, såsom markedsnyheder, data, indsigter og handelsidéer fra Saxo Banks researchteams og strateger.

## SaxoTraderGO og OpenAPI
I maj 2015 lancerede Saxo Bank en handelsplatform kaldet SaxoTraderGo. Ifølge banken, blev platformen lanceret som et svar på kunders stigende efterspørgsel efter handels- investeringsmuligheder på tværs af enheder, browsere og aktivklasser.  Ifølge branchemedier er platformen baseret på HTML5 og ”tilbyder en intuitiv og hurtig oplevelse af handel på tværs af alle aktivklasser”.
I september 2015 annoncerede Saxo bank, at man ville give adgang til al handelsinfrastruktur med lanceringen af OpenAPI. Dermed tillod man partnere, kunder og eksterne udviklere at tilgå bankens systemer med mulighed for at skræddersy deres handelsoplevelse.
Ifølge nyhedsudtalelser betyder dette, at eksterne entreprenører og White Label-kunder er i stand til at integrere alle back-end- og front-end-funktioner, som Saxo Banks handelsplatform tilbyder.

## SaxoSelect
I begyndelsen af 2016 lancerede Saxo Bank SaxoSelect, en digital investerings- og kapitalforvaltningsservice. En del af servicen er en række porteføljer bygget med iShares ETF’er, lanceret i samarbejde med verdens største kapitalforvalter Blackrock, målrettet langtidsinvesteringer og administreret på baggrund af BlackRocks research. Umiddelbart efter lancerede Saxo Bank også en form for copy trading kaldet Trading Strategies, der giver adgang til en række handelsstrategier administreret og designet af et bredt udvalg af investorer udpeget af Saxo Bank.

## Tab på Schweizerfrancen
Den 15. januar 2015 fjernede den schweiziske centralbank loftet over francen, hvilket resulterede i, at EUR/CHF kursen gik betydeligt under det tidligere fastsatte 1.20 niveau. Den følgende dag annoncerede Saxo Bank, at man ville ændre kurser på handler i CHF-valutakryds i den korte periode efter SNB’s udmelding, hvor markederne var præget er ekstrem lav likviditet. Dette resulterede i yderligere tab for kunder, der shortede EUR/CHF samt andre schweizerfrancinstrumenter og som havde lukket deres positioner i løbet af perioder med lav likviditet. Saxo Banks beslutning om at omlægge handelsaftaler og på den måde gennemtvinge tab hos kunderne resulterede i klager.
Den 23. januar 2015 rapporterede Saxo Bank, at de – hovedsageligt grundet et underskud hos kunder, som banken muligvis ikke var i stand til at inddrive – måske ville være tvunget til at tage et tab på op imod 700 mio. kroner.
Den 20. februar 2015 gik en gruppe på over tyve Saxo Bank kunder fra både ind- og udland til det danske advokatfirma Andersen Partners med en forespørgsel på, hvorvidt det var muligt at iværksætte et gruppesøgsmål imod Saxo Bank og kræve at få tilbagebetalt deres tab som følge af den pludselig frigivelse af schweizerfrancen overfor euroen.
I juni 2015 kom Finanstilsynet med sin tilsynsreaktion på Saxo Banks håndtering af hændelsen. Banken fik to påtaler for hhv. ved ikke at oplyse om begrænsninger for, hvornår den såkaldte ”dedicated liquidity” fandt anvendelse i marketingmateriale samt for ikke straks at have orienteret de kunder, som ikke kunne få eksekveret deres stop-loss ordrer som følge af den manglende likviditet i markedet.

I forhold til nedlukning af kunders CHF-positioner og justering af kurser konkluderer Finanstilsynet dog:
”Finanstilsynet har ikke fundet grundlag for at fastslå, at Saxo Bank derved har handlet i strid med reglerne om best execution. Derudover er det Finanstilsynets vurdering, at metoden, som Saxo Bank har fremlagt og anvendt til at fastsætte de korrigerede afregningskurser for de berørte kunder, bidrager til en ligebehandling mellem kunderne og ikke ensidigt varetager bankens interesser. Finanstilsynet finder derfor, at metoden ikke strider mod reglerne om, at en værdipapirhandler skal handle redeligt og professionelt.”
Saxo Bank kommenterede: “Vi noterer os at Finanstilsynet efter en grundig undersøgelse har konkluderet, at Saxo Banks håndtering af begivenhederne og prisjusteringer er i overensstemmelse med investorbeskyttelseslovgivning og at bankens vilkår ikke er i konflikt med regulering”
I december 2016 gav Sø- og Handelsretten Saxo Bank medhold i den første afgørelse i en retssag om spørgsmålet og konkluderede at Saxo Bank havde handlet i overensstemmelse sine forretningsbetingelser.  
I december 2016 gav Pengeinstitutankenævnet ligeledes Saxo Bank medhold og konkluderede blandt andet, at beregningen af den korrigerede kurs bidrog til at ”opnå det efter omstændighederne bedste resultat” for kunden.

Saxo Bank kommenterede:
"15. januar 2015 var ikke en god dag for en række af vores kunder og heller ikke for os, og vi er ærgerlige over, at skulle møde en kunde i en retssal, men det er vigtigt for os at understrege, at vi har fulgt en standardpraksis for ekstreme markedssituationer, som den vi oplevede i januar 2015, der sikrer kunderne så objektive priser, som det er muligt.
Vi har nu konklusioner fra tre relevante myndigheder. De ligger alle i tråd med vores forventninger og de er naturligvis med til at sætte retningen for de resterende sager".

## PR
Saxo Bank er kendt for at være de første når det gælder renter. Saxo Bank var den første finansielle institution som fjernede negative renter i Danmark. Derudover var Saxo Bank også den første til at indføre positive renter, også til mindre kunder i Danmark.
Saxo Bank er berømt for sin årlige Outragous Predictions-liste over begivenheder, hvor banken forudsiger begivenheder, der er usandsynlige, men ikke så usandsynlige som man skulle tro. Saxo Bank fik international opmærksomhed da banken forudså finanskrisen i 2008 før de fleste andre , og især da banken var blandt de allerførste som forudså nedsmeltningen i den islandske økonomi.
I juni 2008 underskrev Saxo Bank en sponsoraftale med Riis Cycling, ejet af Tour de France vinderen, Bjarne Riis. Aftalen betød, at Saxo Bank sammen med CSC blev medsponsor for cykelholdet, der fik navnet Team CSC-Saxo Bank. Fra begyndelsen af 2009 overtog Saxo Bank det fulde sponsorat, og holdnavnet skiftede til Team Saxo Bank.. Saxo Bank forlængede kontrakten og blev navnesponsor sammen med softwareservice virksomheden SunGard i 2011.I juni 2012 blev det annonceret at Tinkoff Bank, ejet af den russiske rigmand Oleg Tinkov, ville blive medsponsor. Pr. 1. januar 2016 stoppede banken sponsoratet efter Bjarne Riis havde solgt holdet til Oleg Tinkov.
I Danmark har Saxo Bank også fået opmærksomhed som sponsor af CEPOS Universitet, et kursus i økonomi, filosofi og politik der tilbydes til begavede unge studerende af den danske tænketank og forskningsinstitution CEPOS. Endvidere har banken genoptrykt adskillige bøger og distribueret dem i Danmark, heriblandt Ayn Rands roman Atlas Shrugged, som Saxo Bank også fik genoversat til dansk og distribueret i 10.000 eksemplarer. Hver ny ansat i banken får en kopi.
I maj 2007 donerede banken endvidere 0,5 million kroner til partiet Ny Alliance, senere Liberal Alliance. Meddirektør Lars Seier Christensen meldte sig selv ind i partiet. I juni 2010 afslørede Lars Seier Christensen, at han de sidste 6-8 måneder havde planlagt at flytte til Schweiz, grundet bekymring over den økonomiske og politiske udvikling i Danmark. Meddirektør Kim Fournais meddelte, at han ingen planer havde om at flytte udenlands . I august 2015, annoncerede Saxo Bank, at man havde stoppet støtten til Liberal Alliance. Lars Seier Christensen udtalte dengang: ”Bankens støtte er ophørt efter dette valg, da partiet står solidt på egne ben nu”.
Beskyldninger om snyd fra to tidligere kunder fik i 2010 Finanstilsynet til at undersøge bankens interne procedurer. Tilsynet besluttede Finanstilsynet i juli 2010 at give Saxo Bank tre påbud på grund af for dårlig kunderådgivning om risici ved visse investeringer. Allerede få måneder senere kunne Berlingske Tidende afsløre, at banken havde ændret forretningsgange og rettet sig efter kravene. Saxo Bank fik endvidere et påbud om at betale for en uvildig undersøgelse. Undersøgelsen blev udarbejdet af det internationale konsulentfirma, Oliver Wyman, og blev offentliggjort den 29. november 2010. Undersøgelsen slog fast, at Saxo Bank ikke har overtrådt egne og gængse regler og dermed ikke har snydt sine kunder. På trods af de mange beskyldninger i danske medier tjente Saxo Bank mere end nogensinde i første halvdel af 2010. Bundlinjen steg 13 gange til 551,2 mio. kr., og indtægterne blev mere end fordoblet i forhold til året før.